# Trenton, Michigan
Trenton är en stad i Wayne County i Michigan söder om Detroit. Vid 2010 års folkräkning hade Trenton 18 853 invånare.

## Kända personer från Trenton
- Erik Condra, ishockeyspelare
- Andy Greene, ishockeyspelare
- Griffen Molino, ishockeyspelare